# Joint Service Achievement Medal

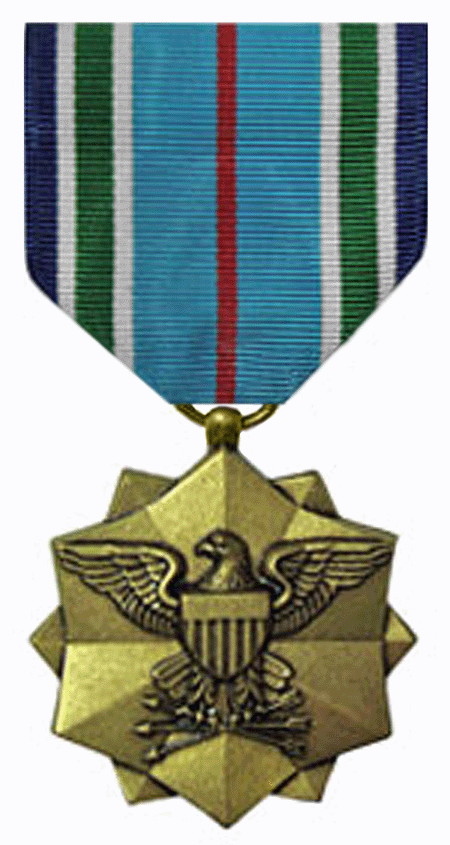
Joint Service Achievement Medal

Die Joint Service Achievement Medal (deutsch Gemeinschaftsdienst-Leistungsmedaille) ist eine Achievement Medal der Streitkräfte der Vereinigten Staaten, die für militärische Verdienste an jüngere Offiziere und Mannschaftsdienstgrade vergeben wird, wenn die Joint Service Commendation Medal nicht zur Anwendung kommen kann.
Alle Teilstreitkräfte haben ihre eigene Achievement Medal, die Joint Service Achievement Medal ist für den gemeinsamen militärischen Dienst vorgesehen und wird vom Verteidigungsministerium der Vereinigten Staaten vergeben.
Geschaffen wurden die ersten Achievement Medals von der United States Navy und der United States Coast Guard 1961. Die Joint Service Achievement Medal existiert seit 1983.
Mehrfachauszeichnungen werden mit goldenem oder silbernem Eichenlaub dargestellt.
In der Order of Precedence rangieren die Achievement Medals unter den Commendation Medals, wie etwa der Joint Service Commendation Medal und über dem Commandant’s Letter of Commendation und den Combat Action Ribbons.